# Cossypha cyanocampter
Cossypha cyanocampter е вид птица от семейство Muscicapidae.

## Разпространение
Видът е разпространен в Камерун, Централноафриканската република, Република Конго, Демократична република Конго, Кот д'Ивоар, Екваториална Гвинея, Габон, Гана, Гвинея, Кения, Либерия, Мали, Нигерия, Сиера Леоне, Южен Судан, Судан, Танзания, Того и Уганда.